# ژان-پیر ژودیچلی
ژان-پیر ژودیچلی (فرانسوی: Jean-Pierre Giudicelli‎؛ زادهٔ ۲۰ فوریهٔ ۱۹۴۳) ورزشکار پنج‌گانه مدرن اهل فرانسه بود.
وی در مسابقات کشوری و بین‌المللی در مجموع برندهٔ ۱ مدال برنز شده‌است.